# Angola na Letnich Igrzyskach Olimpijskich 2004
Angolę na Letnich Igrzyskach Olimpijskich 2004 reprezentowało 30 sportowców, 14 mężczyzn i 16 kobiet.

## Reprezentanci

### Koszykówka
- Carlos Almeida
- Olimpio Cipriano
- Walter Costa
- Victor de Carvalho
- Joaquim Gomes
- Miquel Lutonda
- Eduardo Mingas
- Valter Monteiro
- Abdel Moussa
- Victor Muzadi
- Angelo Victoriano
- Edmar Victoriano – drużynowo: 12. miejsce

### Piłka ręczna
- Nair Almeida
- Rosa Amaral
- Neyde Barbosa
- Ilda Benque
- Isabel Fernandes
- Maria Ines Jololo
- Luisa Kiala
- Belina Larica
- Anica Neto
- Maria Pedro
- Dionisia Pio
- Elzira Tavares
- Odete Tavares
- Filomena Trindade
- Lili Webba-Toress – drużynowo: 9. miejsce

### Pływanie
- Joao Matias – 100 m stylem motylkowym mężczyzn – 57. miejsce

### Judo
- Antonia Moreira – waga średnia kobiet – ćwierćfinał

### Lekkoatletyka
- Joao N'Tyamba – maraton mężczyzn – 53. miejsce